# Юность планеты
Юность Планеты — международный фестиваль, проводится четыре раза в год с 2007 г. в Париже и Европе. «Юность планеты» создавался как фестиваль для детей и юношества, однако со временем охватил остальные возрастные группы. Его особенность состоит в том, что программы фестиваля представляют практически все виды творчества. Организатор: Международный культурный фестивальный комитет.

## Цели фестиваля
Целями и задачами фестиваля являются:
- создание условий для духовного и культурного роста детей и молодежи;
- сохранение и развитие традиций Российской культуры;
- обмен культурным наследием между Европейскими странами;
- популяризация русского детского творчества за рубежом.

## Тематика
В Фестивале участвуют солисты и ансамбли в номинациях:
- хореография,
- вокал (хоры, соло, академический, народный и эстрадный вокал),
- фольклор (инструментальный и вокальный),
- инструментальная музыка,
- театр моды.

## О фестивале
За годы существования Фестиваля в нем приняли участие тысячи юных исполнителей более чем 50 городов России, а также коллективы из Италии, Прибалтики, Украины, Белоруссии, Франции, Швейцарии и др. Призовой фонд — участие в Мировых фестивальных программах, которые организованы при сотрудничестве с Ассоциациями и общественными, государственными организациями такими, как Международной Ассоциацией «Maximе and Co» (Париж), школой «Musictime» (Милана), Центром культуры и искусства «Садко» (Хельсинки), Ассоциацией «Пушкинский дом» (Лондон), Продюсерским центром «Lieder Leis Music Production» (Берлин), Русское общество культуры и процветания «Светлица» Литва и т. д.

## Мероприятия и конкурсы
В рамках фестиваля в Санкт-Петербурге проходят следующие мероприятия:
- «Песни над Невой» — конкурс хорового и вокального искусства — январь
- «Балтийский Мир» — фестиваль, объединяющий страны Балтийского региона — март и ноябрь
- «Соловьи России» — конкурс сольного вокала — март и апрель
- «Фольклор народов Мира» — конкурс фольклора — март и октябрь
- «Золотой Каблучок» — конкурс хореографического искусства — апрель
- «Золотая Нить» — конкурс театров мод — апрель
- «Музы белых ночей» — летний музыкальный фестиваль — июль
- «Северная Лира» — конкурс инструментальной музыки — октябрь
- Мастер-классы и конференции.

### "Северная Лира" 2010
С 27 по 30 октября 2010 года прошел IV конкурс инструментального исполнительства «Северная Лира».
Номинации: 

Соло: клавишные, духовые, струнные, народные инструменты.

Ансамбли: клавишные, духовые, струнные, народные инструменты.

Оркестры: народные, смешанные. Джазовые коллективы. 

Участники:

Солисты и коллективы из городов: Новосибирск, Барнаул, Набережные Челны, Челябинск, Остров, Вытегра, Саратов, Ижевск, Казань, Салават, Томск, Вязьма, Вологда, Санкт-Петербург, Пенза, Саратов и т. д.

Гости:
- Джаз-трио Давидэ Лоджири / Davide Logiri, музыкальная школа «Musictime», Милан, Италия
- Марина Плясова, фортепьяно, институт музыки Barratt-Due, Осло, Норвегия
- Музыкальная школа «Кластер», Милан, Италия
- Соло кельтская арфа и мандолина, Музыкальное отделение университет Ювяскюля, Финляндия

В ходе фестиваля гости из Европы провели мастер-классы по игре на представленных музыкальных инструментах и конференции по проблемам музыкального образования детей.

### Песни над Невой 2011
C 16 по 20 марта 2011 прошел V конкурс хоров и ансамблей «Песни над Невой». Конкурс проводился в концертном зале Свято-Троицкой Александро-Невской Лавры. В конкурсе приняли участие хоры и ансамбли из разных городов России: Новоалтайск, Магнитогорск, Сазаново (Вологодская область), Нижний Новгород, Киров, Красноярск, Вологда, Тула, Тихвин, Гатчина, Санкт-Петербург и т. д.
В Санкт-Петербурге прошли выступления гостей фестиваля:
- Trio Thalberg[2], г. Париж;
- Philip A. Draganov[3] совместно с инструментальным ансамблем студентов Консерватории Классической Музыки и Джаза (г. Цюрих, Швейцария) и при участии директора Консерватории.
- Сristina Orvieto, президент Ассоциации молодых музыкантов Сан-Ремо совместно со студенческим оркестром Лигурийского Запада (г. Сан-Ремо, Италия).

Концерты прошли:
- 18 марта 2011 в 13:30 в Малом зале Филармонии (Невский, 30)
- 19 марта 2011 в 11:00 в Концертном зале у Финляндского (Арсенальная набережная, д.13/1)
- 19 марта 2011 в 16:00 в Концертном Зале СПбГУКИ (Дворцовая набережная, дом 2,4)

### Соловьи России 2011
С 18 по 21 марта 2011 прошел вокальный конкурс «Соловьи России». В конкурсе принимают участие сольные исполнители и ансамбли в нескольких номинациях:
- академический вокал, соло
- академический вокал, ансамбль
- народный вокал, соло
- народный вокал, ансамбль

### Золотой каблучок 2011
В апреле 2011 года состоялся V хореографический конкурс «Золотой каблучок». В конкурсе принимали участие коллективы из городов: Брянск, Юрьев-Польский, Архангельск, Киров, Нижний Новгород, Липецк, Кировск, Орел, Нижнекамск, Пенза, Северодвинск, Уфа, Саратов, Челябинск, Ярославль, п. Звездный (Пермский край), п. Плесецк и других регионов России.
В рамках V Хореографического конкурса «Золотой каблучок» прошел мастер-класс по Contemporary dance. Проводил мастер-класс педагог, хореограф ассоциации «Dance I Varmland», куратор танцевального фестиваля Abundance 2010 Frej Tiljander (Швеция), международный член жюри на конкурсе «Золотой каблучок» 2011 в Санкт-Петербурге.

### Золотая нить 2011
С 27 по 30 апреля 2011 состоялся V Конкурс театров мод и молодых дизайнеров «Золотая нить». К конкурс создавался с целью обмена опытом, повышения профессионального уровня преподавателей, выявления одаренных молодых специалистов.
Набор участников осуществлялся по нескольким тематикам:
- «Исторический костюм»
- «Фольклорный костюм»
- «Этнокостюм»
- «Молодежный костюм»
- «Детский костюм»

## Площадки
Фестиваль проходит на следующих площадках Санкт-Петербурга:
- Малый Зал Санкт-Петербургской Академической Филармонии,
- Государственная академическая капелла Санкт-Петербурга
- Концертный зал у Финляндского,
- Концертный Зал Факультета Музыки РГПУ им Герцена,
- Дом Союза Композиторов,
- Дом союза Архитекторов,
- Дом Офицеров,
- особняк Кочневой,
- Концертный Зал «Рекорд» Администрации центрального района Санкт-Петербурга и др.

## Международные фестивали

### Франция
Фестиваль во Франции проводится 4 года. В 2010 году он был включён в федеральную программу года России во Франции. С 5 по 8 ноября 2010 состоялись фестивальные концерты в городах Париже, Реймсе и Гавре.
В рамках фестиваля прошли следующие концерты:

5.11.2010 — г. Гавр — Фестивальный концерт, Консерватория, 18.00

5.11.2010 — г. Реймс — Фестивальный концерт, Консерватория, 18.00 

6.11.2010 — г. Париж — конкурсный концерт вокальных и инструментальных коллективов, Salle Cortot, 20.30

7.11.2010 — г. Париж — конкурсный концерт для хореографических коллективов, зал Théâtre Adyar, в 14.15 и в 17.15 

8.11.2010 — г. Париж — Гала-концерт и Торжественное награждение участников, Посольство РФ, 10.00

В фестивали приняли участие коллективы из городов России: Воронеж, Орел, Вологда, Владимир, Биробиджан, Киров, Остров, Салават, Тула, Стародуб, Казань, Оренбург, Орел; а также участники из других стран: Казахстан, Франция (Париж, Реймс, Гавр), Украина.

### Италия
С 5 по 9 февраля 2011 Международный фестиваль «Юность Планеты» прошел в Италии, при поддержке Ассоциации молодых музыкантов (г. Сан-Ремо) и Ассоциации «Musictime» (г. Милан). Молодые русские музыканты из таких городов как: Санкт-Петербург, Воронеж, Волжский, Печора и Казань приняли участие в концертах фестиваля:

- 5 февраля — Концерт в Государственном театре г. Вогера
- 6 февраля — Концерт в театре «Аудиториум Сан-Феделе», г. Милан. В концерте приняли участие также молодые итальянские музыканты.
- 9 февраля — Утренний концерт в Музыкальной школе «Кальвино», г. Сан-Ремо

 — Вечерний концерт в театре «Кавур», г. Империя.

### Швейцария
С 24 по 27 марта 2011 года состоялся фестиваль в Цюрихе, Берне и Гебенсторфе (Швейцария) при поддержке Посольства России в Швейцарии в рамках «Фестиваля российской культуры в Швейцарии», при сотрудничестве с Филиппом Драгановым, Консерватория Классической музыки и Джаза г. Цюрих.

### Программа международных Фестивалей 2012-13 гг
- 05-10 июля 2012 — «Лазурная Жемчужина»
- 09-12 ноября 2012 — Фестиваль во Франции
- 25-30 ноября 2012 — Фестивальное турне Сан-Ремо — Ницца (Италия — Франция)
- декабрь 2012 — Рождественский фестиваль в Норвегии и Швеции
- февраль 2013 — Фестивальное турне в (Италия)
- март 2012 — Фестивальное турне в Швейцарии
- май 2012 — Фестивальное турне в Англии